# Полојски Варош
Полојски Варош је насељено место у општини Цетинград, на Кордуну, Карловачка жупанија, Република Хрватска.

## Географија
Полојски Варош се налази око 3 км северозападно од Цетинграда.

## Историја
Полојски Варош се од распада Југославије до августа 1995. године налазио у Републици Српској Крајини. До 1991. био је у саставу насељеног места Батнога, а од 2001. је самостално насеље. До територијалне реорганизације у Хрватској налазио се у саставу бивше велике општине Слуњ.

## Становништво
Према попису становништва из 2011. године, насеље Полојски Варош је имало 42 становника.

### Број становника по пописима
| Националност   | 2001. | 1991. | 1981. | 1971. | 1961. | 1953. | 1948. | 1931. | 1921. | 1910. | 1900. | 1890. | 1880. | 1869. | 1857. |
| бр. становника | 50    | %     | %     | 128   | 160   | 154   | 92    | 157   | 117   | 108   | 77    | 92    | %     | %     | 97    |

- напомене:

У 2001. настало издвајањем из насеља Батнога. У 1890. исказано под именом Пољски Варош. У 1869., 1880., 1981. и 1991. подаци садржани у насељу Батнога.